# Landévennec
Landévennec (Landevenneg en idioma bretón) es una comuna del departamento francés del Finisterre, en la región de Bretaña. Se encuentra situada en la desembocadura del río Aulne en la rada de Brest.

## Demografía
| 564 | 523 | 423 | 377 | 374 | 371 |
| Para los censos de 1962 a 1999 la población legal corresponde a la población sin duplicidades (Fuente: INSEE [Consultar]) |     |     |     |     |     |

### Historia
La historia de Landévennec se encuentra indisolublemente enlazada con la Abadía de igual nombre, que es la que está detrás de la fundación del lugar.
Sin embargo, su ubicación al fondo de la rada de Brest, en una situación que permite a los buques fondeados quedar al abrigo de los vientos, hace que ya desde el siglo XVIII la Marina francesa se interese por el lugar.
En consecuencia, a mediados del siglo XIX se crea una estación naval, que fue visitada en 1858 por Napoleón III. Dicha estación es el antecedente del actual cementerio de buques existente en el lugar.

### Monumentos
- Abadía de Landévennec
- Iglesia parroquial de Nôtre-Dame de Landévennec, del siglo XVII, restaurada en el XIX, que incluye las armas del abad Pierre Tanguy. Parte de su patrimonio mobiliario procede de la Abadía.
- Capilla de Nôtre-Dame du Folgoat, de 1645, que reemplaza a un edificio anterior del siglo XIV.
- Casa abacial del siglo XVII.
- Cementerio de barcos de Landévennec

### Ciudades hermanadas
Está hermanada con las localidades de: 
- The Lizard (Cornualles)  Reino Unido